# Колодово
Колодово — деревня в Рамешковском районе Тверской области России.

## География
Находится в восточной части Тверской области на расстоянии приблизительно 3 км на юг-юго-запад по прямой от районного центра поселка Рамешки.

## История
Известна была с 1859 года как деревня с 7 дворами, в 1887 — с 10 дворами. В советское время работали колхозы «Прибой», «Красноармеец», им. Ворошилова и «Трудовик». В 2001 году в деревне 2 дома постоянных жителей, 7 — собственность наследников и дачников. До 2021 входила в сельское поселение Высоково Рамешковского района до их упразднения.

## Население
| 1859 | 1936 | 1989 | 2002 | 2008 | 2010 |
| ---- | ---- | ---- | ---- | ---- | ---- |
| 42   | ↗100 | ↘3   | →3   | ↘1   | ↘0   |

### Историческая численность населения
Численность населения: 45 человек (1859 год), 66 (1887), 117 (1917), 3 (русские 100 %) в 2002 году, 0 в 2010.

## Инфраструктура
Личное подсобное хозяйство с зоной сельскохозяйственного использования, индивидуальная застройка усадебного типа.

## Транспорт
Просёлочные дороги. 